# Matthias Præst
 Der er for få eller ingen kildehenvisninger i denne artikel, hvilket er et problem. Du kan hjælpe ved at angive troværdige kilder til de påstande, som fremføres i artiklen.

Matthias Præst er en dansk fodboldspiller for den islandske klub Fylkir. 

## Karriere
Matthias Præst har spillet sine ungdomsår for Vejle Boldklub, men skiftede i sommeren 2018 længere nordpå til AC Horsens. 
Et år efter skiftet til "De Gule" blev han en del af klubbens superliga-trup fra sommeren 2019.